# West of Scotland Championships 2021
Die West of Scotland Championships 2021 im Badminton fanden vom 16. bis zum 17. Oktober 2021 in Glasgow statt.

## Sieger und Platzierte
| Disziplin    | Gold                           | Silber                          | Bronze                       |
| ------------ | ------------------------------ | ------------------------------- | ---------------------------- |
| Herreneinzel | Danny Robson                   | Michael McGuire                 | Calvin Chan                  |
| Herreneinzel | Danny Robson                   | Michael McGuire                 | Angus Meldrum                |
| Dameneinzel  | Basia Grodynska                | Abbie Brooks                    | Rachel Wedlock               |
| Dameneinzel  | Basia Grodynska                | Abbie Brooks                    | Toni Woods                   |
| Herrendoppel | Jack MacGregor Adam Pringle    | Kenneth Cheung Michael McGuire  | Calvin Chan Mark Leith       |
| Herrendoppel | Jack MacGregor Adam Pringle    | Kenneth Cheung Michael McGuire  | Robert Dunn Callum MacMillan |
| Damendoppel  | Rachel Andrew Sarah Sidebottom | Basia Grodynska Toni Woods      | Abbie Brooks Lindsey Ireland |
| Damendoppel  | Rachel Andrew Sarah Sidebottom | Basia Grodynska Toni Woods      | Shona MacKay Rebecca Reid    |
| Mixed        | Adam Pringle Rachel Andrew     | Jack Macgregor Sarah Sidebottom | Robert Dunn Rebekka Findlay  |
| Mixed        | Adam Pringle Rachel Andrew     | Jack Macgregor Sarah Sidebottom | Angus Meldrum Abbie Brooks   |